# Maria Cristina di Borbone-Due Sicilie (granduchessa di Toscana)
Maria Cristina di Borbone-Due Sicilie (nome completo: Maria Cristina Carolina Pia di Borbone, principessa delle Due Sicilie; Cannes, 10 aprile 1877 – Salisburgo, 4 ottobre 1947) è stata granduchessa titolare di Toscana dal 1942 al 1947 in quanto moglie dell'arciduca Pietro Ferdinando d'Austria, principe di Toscana, granduca titolare di Toscana.

## Famiglia
Maria Cristina era la figlia di Alfonso delle Due Sicilie, conte di Caserta e di sua moglie Maria Antonietta delle Due Sicilie.

## Matrimonio e figli
Maria Cristina sposò l'arciduca Pietro Ferdinando d'Austria, principe di Toscana, quartogenito e terzo figlio maschio di Ferdinando IV di Toscana e di Alice di Borbone-Parma, l'8 novembre dell'anno 1900 a Cannes. Maria Cristina e Pietro Ferdinando ebbero quattro figli:
1. Goffredo d'Asburgo-Lorena (1902-1984) sposò Dorotea di Baviera da cui ebbe figli:
  1. Elisabetta d'Asburgo-Lorena (n. 2 ottobre 1939);
  2. Alice d'Asburgo-Lorena (n. 29 aprile 1941);
  3. Leopoldo Francesco d'Asburgo-Lorena (n. 25 ottobre 1942);
  4. Maria Antonietta d'Asburgo-Lorena (n. 16 settembre 1950).
2. Elena d'Asburgo-Lorena (1903-1924) sposò Filippo Alberto, duca di Württemberg ed ebbe figli:
  1. Maria Cristina di Württemberg.
3. Giorgio d'Asburgo-Lorena (1905-1952) sposò la Contessa Marie Valerie von Waldburg-Zeil-Hohenems da cui ebbe figli:
  1. Guntram d'Asburgo-Lorena (1937 - 1944);
  2. Radbot d'Asburgo-Lorena (n. 23 settembre 1938);
  3. Marie Christine d'Asburgo-Lorena (1941 - 1942);
  4. Walburga d'Asburgo-Lorena (n. 23 luglio 1942);
  5. Verena d'Asburgo-Lorena (1944 - 1945);
  6. Johann d'Asburgo-Lorena (nato e morto il 27 dicembre 1946);
  7. Katharina d'Asburgo-Lorena (n. 24 aprile 1948);
  8. Agnes d'Asburgo-Lorena (n. 20 aprile 1950);
  9. Georg d'Asburgo-Lorena (n. 28 agosto 1952).
4. Rosa d'Asburgo-Lorena (1906-1983) sposò Filippo Alberto, duca di Württemberg ed ebbe figli:
  1. Helene di Württemberg (n. 29 giugno 1929);
  2. Ludwig Albrecht di Württemberg (n. 23 ottobre 1930);
  3. Elisabetta di Württemberg (n. 2 febbraio 1933);
  4. Maria Teresa di Württemberg (n. 12 novembre 1934);
  5. Carlo, duca di Württemberg (n. 1º agosto 1936);
  6. Maria Antonia di Württemberg (31 agosto 1937 - 12 novembre 2004).

## Ascendenza
|                                                    |                               |                                      | Genitori                                  |  |  | Nonni |  |  | Bisnonni                      |  |  | Trisnonni                      |  |
|                                                    |                               |                                      |                                           |  |  |       |  |  | Francesco I delle Due Sicilie |  |  | Ferdinando I delle Due Sicilie |  |
|                                                    |                               |                                      |                                           |  |  |       |  |  | Francesco I delle Due Sicilie |  |  | Ferdinando I delle Due Sicilie |  |
|                                                    |                               | Maria Carolina d'Asburgo-Lorena      |                                           |  |  |       |  |  | Francesco I delle Due Sicilie |  |  |                                |  |
| Ferdinando II delle Due Sicilie                    |                               |                                      |                                           |  |  |       |  |  | Francesco I delle Due Sicilie |  |  |                                |  |
|                                                    |                               | Maria Isabella di Borbone-Spagna     | Carlo IV di Spagna                        |  |  |       |  |  |                               |  |  |                                |  |
|                                                    |                               | Maria Isabella di Borbone-Spagna     | Carlo IV di Spagna                        |  |  |       |  |  |                               |  |  |                                |  |
|                                                    |                               | Maria Isabella di Borbone-Spagna     | Maria Luisa di Borbone-Parma              |  |  |       |  |  |                               |  |  |                                |  |
| Alfonso di Borbone-Due Sicilie, conte di Caserta   |                               | Maria Isabella di Borbone-Spagna     |                                           |  |  |       |  |  |                               |  |  |                                |  |
|                                                    |                               | Carlo d'Asburgo-Teschen              | Leopoldo II d'Asburgo-Lorena              |  |  |       |  |  |                               |  |  |                                |  |
|                                                    |                               | Carlo d'Asburgo-Teschen              | Leopoldo II d'Asburgo-Lorena              |  |  |       |  |  |                               |  |  |                                |  |
|                                                    |                               | Carlo d'Asburgo-Teschen              | Maria Luisa di Borbone-Spagna             |  |  |       |  |  |                               |  |  |                                |  |
| Maria Teresa d'Asburgo-Teschen                     |                               | Carlo d'Asburgo-Teschen              |                                           |  |  |       |  |  |                               |  |  |                                |  |
|                                                    |                               | Enrichetta di Nassau-Weilburg        | Federico Guglielmo di Nassau-Weilburg     |  |  |       |  |  |                               |  |  |                                |  |
|                                                    |                               | Enrichetta di Nassau-Weilburg        | Federico Guglielmo di Nassau-Weilburg     |  |  |       |  |  |                               |  |  |                                |  |
|                                                    |                               | Enrichetta di Nassau-Weilburg        | Luisa Isabella di Kirchberg               |  |  |       |  |  |                               |  |  |                                |  |
| Principessa Maria Cristina di Borbone-Due Sicilie  |                               | Enrichetta di Nassau-Weilburg        |                                           |  |  |       |  |  |                               |  |  |                                |  |
|                                                    | Francesco I delle Due Sicilie | Ferdinando I delle Due Sicilie       |                                           |  |  |       |  |  |                               |  |  |                                |  |
|                                                    | Francesco I delle Due Sicilie | Ferdinando I delle Due Sicilie       |                                           |  |  |       |  |  |                               |  |  |                                |  |
|                                                    | Francesco I delle Due Sicilie | Maria Carolina d'Asburgo-Lorena      |                                           |  |  |       |  |  |                               |  |  |                                |  |
| Francesco di Borbone-Due Sicilie, conte di Trapani | Francesco I delle Due Sicilie |                                      |                                           |  |  |       |  |  |                               |  |  |                                |  |
|                                                    |                               | Maria Isabella di Borbone-Spagna     | Carlo IV di Spagna                        |  |  |       |  |  |                               |  |  |                                |  |
|                                                    |                               | Maria Isabella di Borbone-Spagna     | Carlo IV di Spagna                        |  |  |       |  |  |                               |  |  |                                |  |
|                                                    |                               | Maria Isabella di Borbone-Spagna     | Maria Luisa di Borbone-Parma              |  |  |       |  |  |                               |  |  |                                |  |
| Maria Antonietta di Borbone-Due Sicilie            |                               | Maria Isabella di Borbone-Spagna     |                                           |  |  |       |  |  |                               |  |  |                                |  |
|                                                    |                               | Leopoldo II di Toscana               | Ferdinando III di Toscana                 |  |  |       |  |  |                               |  |  |                                |  |
|                                                    |                               | Leopoldo II di Toscana               | Ferdinando III di Toscana                 |  |  |       |  |  |                               |  |  |                                |  |
|                                                    |                               | Leopoldo II di Toscana               | Luisa Maria Amalia di Borbone-Due Sicilie |  |  |       |  |  |                               |  |  |                                |  |
| Maria Isabella d'Asburgo-Lorena                    |                               | Leopoldo II di Toscana               |                                           |  |  |       |  |  |                               |  |  |                                |  |
|                                                    |                               | Maria Antonia di Borbone-Due Sicilie | Francesco I delle Due Sicilie             |  |  |       |  |  |                               |  |  |                                |  |
|                                                    |                               | Maria Antonia di Borbone-Due Sicilie | Francesco I delle Due Sicilie             |  |  |       |  |  |                               |  |  |                                |  |
|                                                    |                               | Maria Antonia di Borbone-Due Sicilie | Maria Isabella di Borbone-Spagna          |  |  |       |  |  |                               |  |  |                                |  |
|                                                    |                               | Maria Antonia di Borbone-Due Sicilie |                                           |  |  |       |  |  |                               |  |  |                                |  |